# Ludolfo Paramio
Ludolfo Paramio Rodrigo (Madrid, 16 de julio de 1948-Madrid, 13 de junio de 2024) fue un periodista, político y sociólogo español. Constituyó, junto a Mariano Ayuso, Luis Conde Martín, Jesús Cuadrado, Ignacio Fontes, Carlo Frabetti, Pacho Fernández Larrondo, Federico Moreno, y Pedro Tabernero, la segunda generación de teóricos del cómic surgida en España.

## Biografía
Titulado en Periodismo (Escuela Oficial de Periodismo, Madrid, 1971) y licenciado (1972), colaboró con la revista Bang!
En 1982 se doctoró en Ciencias físicas por la Universidad Autónoma de Madrid, con una tesis titulada Los límites de la metodología: de la lógica de la ciencia a la sociología de la comunidad científica, dirigida por Javier Muguerza. Desde ese mismo año empezó a militar en el PSOE dentro de la facción dirigida por Alfonso Guerra, pero luego se separó de esta adscripción. 
En el congreso del PSOE de 1991 ingresó en la Comisión Ejecutiva Permanente del partido y cambió su puesto de vocal por el de responsable de la Secretaría de Formación. Dirigió la Fundación Pablo Iglesias y estaba casado con la ginecóloga y política Carmen Martínez Ten. También participó en la redacción de la ponencia marco del XXXIII Congreso. 
Ha sostenido ruidosas polémicas y publicado numerosísimos artículos en Revista Internacional de Sociología, Revista Española de Investigaciones Sociológicas, Revista Española de Ciencia Política, Revista de Estudios Políticos, Revista del Centro de Estudios Constitucionales, Reforma y Democracia: Revista del CLAD, Historia y Política, International Journal of Iberian Studies, Desarrollo Económico, Nexos, América Latina Hoy, Leviatán, Sistema, Zona Abierta y Nueva Sociedad. 
Fue profesor de Sociología en las Universidades Autónoma y Complutense de Madrid, e impartió cursos de doctorado en ambas, en la Universidad del País Vasco, en la Universidad de Santiago de Compostela y en la Universidad Internacional de Andalucía. 
Profesor de Investigación en el Instituto de Políticas y Bienes Públicos del Centro de Ciencias Humanas y Sociales del CSIC. Ha sido miembro de la Comisión Ejecutiva de la Asociación Latinoamericana de Ciencia Política desde su fundación en julio de 2002. Desde mayo de 2004 hasta abril de 2008 ha sido Director del Departamento de Análisis y Estudios del Gabinete de la Presidencia del Gobierno. Fue profesor de cursos de posgrado sobre política latinoamericana en el Instituto Universitario de Investigación Ortega y Gasset. Dirigió el Programa de América Latina del Instituto Universitario de Investigación José Ortega y Gasset, desde mayo de 2008.

## Obras
- Paramio, L., Mito e ideología, Madrid: Alberto Corazón, 1971.
- Álvarez Vázquez, E., Bevia, H., Bilbatúa, M., Bozal, V., Carmona, A., Linaza, J., Martínez Reverte, J., Paramio, L., y *Pozón, L., Alienación e ideología: metodología y dialéctica en los “Grundrisse”, Madrid: Alberto Corazón, 1973.
- Cabrera, M., Cotarelo, R., Paramio, L., Quintanilla, M.A., y Vargas Machuca, R., Evolución y crisis de la ideología de izquierdas, Madrid: Pablo Iglesias, 1988.
- Paramio, L., Tras el diluvio: la izquierda ante el fin de siglo, Madrid: Siglo XXI, 1988.
- Paramio, L., comp., Revista Española de Investigaciones Sociológicas 50: Elecciones latinoamericanas, 1990.
- Alcántara, M., y Paramio, L., comps., Revista Internacional de Sociología 7: Transiciones democráticas en América Latina, 1994.
- Paramio, L., Democracia y desarrollo industrial, Cuadernos y Debates 6, Madrid: Centro de Estudios Constitucionales, 1996.
- Paramio, L., Democracia y desigualdad en América Latina, México: Instituto Federal Electoral, 1999.
- Paramio, L., comp., Zona Abierta 88-89: La política de las reformas económicas, 1999.
- Paramio, L., comp., Zona Abierta 90-91: La política de las reformas económicas (2), 2000.
- Paramio, L., y Revilla, M., comps., Una nueva agenda de reformas políticas en América Latina, Madrid: Fundación Carolina y Siglo XXI, 2006.
- Alcántara, M., Paramio, L., Freidenberg, F., y Déniz, J., Historia contemporánea de América Latina, vol. 6, 1980-2006: Reformas económicas y consolidación democrática, Madrid: Síntesis, 2006.
- Paramio, L., y Revilla, M., comps., Una nueva agenda de reformas políticas en América Latina, Madrid: Fundación Carolina y Siglo XXI, 2006.
- Paramio, L., “El discurso de la izquierda española”, Umbrales 1: 9-20, marzo de 2007.
- Paramio, L., “La derecha en transición”, Nexos 355: 23-27, julio de 2007.
- Paramio, L., “Cuatro años después”, Umbrales 5: 5-18, abril-julio de 2008.
- Paramio, L., “La socialdemocracia”, Madrid: La Catarata, 2009.